# Howald
Howald er en by i Luxembourg i kommunen Hesperange. Den er beliggende i den sydlige del af landet, og har 5.770(2023) indbyggere.